# (36932) 2000 SK221
2000 SK221 (asteroide 36932) é um asteroide da cintura principal. Possui uma excentricidade de 0.14083060 e uma inclinação de 11.75655º.
Este asteroide foi descoberto no dia 26 de setembro de 2000 por LINEAR em Socorro.